# Zebulon R. Shipherd
Zebulon Rudd Shipherd (* 15. November 1768 in Granville, Provinz New York; † 1. November 1841 in Moriah, New York) war ein US-amerikanischer Jurist und Politiker. Zwischen 1813 und 1815 vertrat er den Bundesstaat New York im US-Repräsentantenhaus.

## Werdegang
Zebulon Rudd Shipherd wurde während der britischen Kolonialzeit in Granville im Washington County geboren. Er schloss seine Vorstudien ab. Danach studierte er Jura. Nach dem Erhalt seiner Zulassung als Anwalt begann er in Granville zu praktizieren. Politisch gehörte er der Föderalistischen Partei an.
Bei den Kongresswahlen des Jahres 1812 für den 13. Kongress wurde er im zwölften Wahlbezirk von New York in das US-Repräsentantenhaus in Washington, D.C. gewählt, wo er nach dem 4. März 1813 die Nachfolge von Arunah Metcalf antrat. Er schied nach dem 3. März 1815 aus dem Kongress aus.
Nach seiner Kongresszeit nahm er in Granville wieder seine Tätigkeit als Anwalt auf. Zwischen 1819 und 1841 war er Trustee am Middlebury College in Middlebury (Vermont). Er zog um 1830 nach Moriah im Essex County, wo er am 1. November 1841 verstarb. Sein Leichnam wurde dann auf dem Moriah Corners Cemetery beigesetzt.